# Бернардо Бертолучи
Бернардо Бертолучи (итал. Bernardo Bertolucci; Парма, 16. март 1941— Рим, 26. новембар 2018) био је италијански филмски редитељ и сценариста, познат по филмовима Конформиста (1970), Последњи танго у Паризу (1972), Двадесети век (1976), Последњи кинески цар (1987), Мали Буда (1993), Украдена лепота (1996) и Сањари (2003). Године 2011. на Канском фестивалу додељена награда почасна награда. Од 1979. ожењен је сценаристкињом Кларе Пепло. Бернардо је имао брата Ђузепеа, који је бавио писањем позоришних комада и био је директор позоришта. Његов нећак Ђовани Бертолучи је продуцент са којим је Бернардо сарађивао у својим филмовима.

## Биографија

### Порекло
Бернардо Бертолучи је рођен у Парми, у области Емилија-Ромања. Његов отац Атилио Бертолучи је био професор, песник, истакнути критичар уметности, филмски критичар и антрополог. Његова мајка је Аустралијанка, која потиче из породице италијанских и ирских корена. Бертолучи је писао од петнаесте године, и након неколико година писања освојио је престижну литерарну награду Premio Viareggio за своју прву књигу. Очева каријера и залагања у свету филма су помогла Бернарду; наиме његов отац је помогао италијанском режисеру Пјеру Паолу Пазолинију да објави свој први роман, а Пазолини је ангажовао Бернарда као свог асистента док је радио на филму Accattone (1961).

### Рад са Пазолинијем
Бернардо је желео да постане песник, као и његов отац. Да би остварио свој циљ, похађао је Факултет модерне литературе у Риму од 1858. до 1961, где је и започео сарадњу са Пазолинијем. После те сарадње он напушта факултет, не дипломиравши. Током 1962, режирао је свој први филм, чији је сценарио писао Пазолини — La commare secca (1962). Филм се базира на мистериозном убиству проститутке. Бернардо је користио ретроспекцију којом склапа делиће мистерије и показује ко је убица. Захваљујући кратком филму Prima della rivoluzione из 1964. постаје признати редитељ.
Промена у италијанској филмској индустрији омогућила је Бернарду да постане копродуцент за неколико филмова са америчким, шведским, француским и немачким кућама.

### Последњи танго у Паризу
Бернардо је кроз филм Последњи танго у Паризу 1972. приказао себе. У овом филму глумили су Марлон Брандо, Марија Шнајдер, Масимо Ђироти и Жан-Пјер Лео. Главни протагониста је Паул, који својим аферама уништава живот своје жене. У току једне сцене, Паул силује Јане. Марлон Брандо и Бертолучи су разговарали и договарали се о тој сцени али нису је преточили тада деветнаестогодишњој Марији Шнајдер. Марија је 2007. године изјавила да се осећала као да се стварно била силована и да се током те сцене осећала понижено. Бернардо је 2013. изјавио да јој намерно нису рекли каква ће бити сцена јер се желело да види „искрени бес и фрустрацију”. Марлон Брандо ово негира и говори да су еротске сцене биле симулиране. Због скандала који је изазвао филм, Шнаједерова је постала суицидна и почела је да се дрогира. Каније је постала присталица и гласноговорник покрета за права жена, пре свега заштите на самом филму, као и постизању боље репутације глумица како у филму тако и у медијима. Све копије овог филма у Италији су биле уништене. Италијански судија је осудио Бернарда на пет година и четири месеца затвора. Апелациони суд у Болоњи је 1978. тражио да се сачувају три копије овог филма у националној кинотеци, под назнаком да ти филмови никада неће бити пуштани јавности.

### Светска слава
Бернардова светска слава почиње филма 1900 (1976), у коме приказује фармера из области Емилија-Ромања, од почетка 20. века до Другог светског рата. У самом филму је учествовала импресивна глумачка екипа: Робер де Ниро, Жерар Депардје, Стенли Хајден, Берт Ланкастер, Доминик Санда. У филму се ликови суочавају са проблемом дроге и инцеста.

### Крвава жетва
Током снимања филма Последњи танго у Паризу, сусреће се са књигом Крвава жетва (Дашијел Хамет). Такође, ову књигу је користио Куросава као базу за свој филм Телесна стража. Бернардо је написао два сценарија:
- први се односио на чисто политички филм, причу која је инспирисана социјалистичким скандалом из 1920. у Америци
- други сценарио је заснован на самој оригиналној причи

Глумци који су били разматрани за филм The Continental Op су Клинт Иствуд, Џек Николсон и Роберт Редфорд.

### Последњи кинески цар
Током 1987, Бернардо снима биографски филм о животу последњег кинеског цара (Ајсин Ђуелуо, Пуји). Филм је рађен у британској продукцији. Снимао се три године. Овај филм осликава прелазак Кине из феудалистичког уређења, кроз револуцију, до тадашњег комунистичког уређења. Освојио је девет Оскара, међу којима су Оскар за најбољу режију и најбољи филм. Спада у један од пет филмова који су у власништву Републике Кине.

### Каснија остварења
После снимања Последњег кинеског цара долази филм Мали Буда. Због потребе филма враћа се у Италију и старим темама — критици политике. У филмовима Украдена лепота и Сањари критикује политику и сексуалну везу између двоје сродника у Паризу око 1968. године.
Године 2007. добио је Златног лава за животно дело на Филмском фестивалу у Венецији.
До сада последњи филм, Ја и ти, адаптација је истоимене књиге аутора Никола Аманитија. Филм је требало да буде у 3Д али је редитељ сматрао да је то „вулгарна комерцијализација”.

### Писац и глумац
Поред многобројних сценарија које је писао за своје филмове, писао је и за друге ауторе. Глумио је у филму Golem: The Spirit of Exile (1992).

## Политичко и верско опредељење
Бернардо је марксиста и атеиста.
У својим филмовима тежи да прикаже своје политичко опредељење, те користи контроверзне аутобиографије. Његови политички филмови су довели у питање перцепцију историје. У филму Конформиста из 1970. критикује фашистичку идеологију, приказујући однос народа и национализма, као и кроз колективну свест и колективну меморију. У филму 1900 критикује политичку борбу деснице и левице.
Дана 27. септембра 2009. Бернардо је потписао петицију за ослобођење Романа Поланског, која је предата швајцарској влади.
Учествовао је 24. априла 2015. године у кампањи „#whomademyclothes”, која се односила на промену свести о производњи одеће и апел за боља права радника у текстилној индустрији. Наиме, покрет се односио на колапс Ран плазе из 2013. године, који је однео велики број жртава.

## Филмографија и награде
| Година | Српски назив            | Оригинални назив                                              | Награде/Напомене |
| ------ | ----------------------- | ------------------------------------------------------------- | --- |
| 1962.  |                         | La commare secca                                              | базиран на Пазолинијевом сценарију |
| 1964.  |                         | Prima della rivoluzione                                       | |
| 1965.  |                         | La via del petrolio                                           | |
| 1966.  |                         | Il canale                                                     | |
| 1968.  |                         | Partner                                                       | |
| 1969.  |                         | Amore e rabbia (1969, сегмент: Agonia)                        | |
| 1970.  |                         | Il conformista                                                | |
| 1970.  |                         | Strategia del ragno                                           | |
| 1971.  |                         | La salute è malata                                            | 1971: National Society of Film Critics Award for best director |
| 1971.  |                         | 12 dicembre                                                   | |
| 1972.  | Последњи танго у Паризу | Ultimo tango a Parigi                                         | 1973: Nastro d'Argento for Best Director |
| 1976.  | 1900                    | Novecento                                                     | |
| 1979.  |                         | La luna                                                       | |
| 1981.  |                         | La tragedia di un uomo ridicolo                               | |
| 1984.  |                         | L'addio an Enrico Berlinguer                                  | |
| 1987.  | Последњи кинески цар    | The Last Emperor                                              | - 1987: Academy Award for Best Director - 1987: Academy Award for Best Adapted Screenplay - 1987: Golden Globe Award for Best Director - 1987: Golden Globe Award for Best Screenplay - 1987: David di Donatello for Best Director - 1987:David di Donatello for Best Script - 1987: Nastro d'Argento for Best Director - 1987: Directors Guild of America Award for best director |
| 1989.  |                         | 12 registi per 12 città (1989, сегмент: Bologna)              | |
| 1990.  |                         | The Sheltering Sky                                            | |
| 1993.  | Мали Буда               | Little Buddha                                                 | |
| 1996.  | Украдена лепота         | Stealing Beauty                                               | |
| 1998.  |                         | Besieged                                                      | 1997: Honorable Mention – Locarno International Film Festival Године 1997, Award special visual sensitivity in directing – Camerimage Године 1997, Award for collaborating director – director of photography (Vittorio Storaro) – Camerimage Године 1998, Recognition for free expression by the National Board of Review                                                         |
| 2002.  |                         | Ten Minutes Older: The Cello (2002, сегмент: Histoire d'eaux) | |
| 2003.  | Сањари                  | The Dreamers                                                  | 2007: Golden Lion for his career at the Venice Film Festival |
| 2012.  | Ја и ти                 | Me and You                                                    | 2011: Honorary Palme d'Or – Cannes Film Festival |